# إيرني كونويل
إيرني كونويل (بالإنجليزية: Ernie Conwell)‏ هو لاعب كرة قدم أمريكية أمريكي، ولد في 17 أغسطس 1972 في رينتون في الولايات المتحدة.

## وصلات خارجية
- إيرني كونويل على موقع مرجع كرة القدم المحترفة.كوم (الإنجليزية)